# Las cuatro causas de Aristóteles

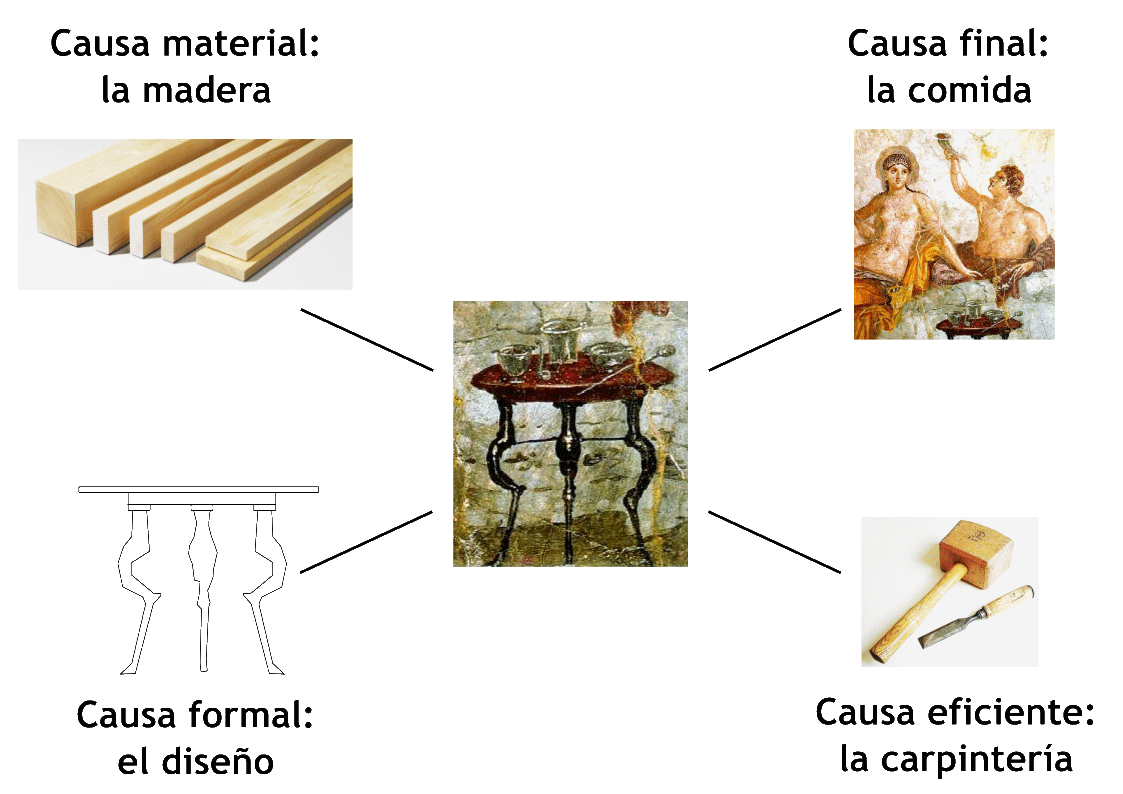
Aristóteles argumentó por analogía con la carpintería que una cosa toma su forma de cuatro causas: en el caso de una mesa, la madera utilizada (causa material), su diseño (causa formal), las herramientas y técnicas utilizadas (causa eficiente), y su propósito decorativo o práctico (causa final).

Las «cuatro causas» son definiciones formales del fenómeno de causa y efecto en el pensamiento aristotélico. La pregunta que intenta responder la teoría de las cuatro causas no es tanto «cuál es la causa de» sino «cómo se explica que».
Aristóteles escribió que no tenemos conocimiento de nada hasta que comprendamos por qué, es decir, su causa. Si bien hay casos en los que es difícil identificar una «causa», o casos en los que podrían fusionarse, Aristóteles sostuvo que sus cuatro «causas» proporcionaron un esquema analítico de aplicabilidad general. Estas causas son: la causa material, formal, eficiente y final.
La palabra que Aristóteles usó para referirse a lo que tradicionalmente se ha traducido como «causa» fue aitia, del griego αἰτία, pero este uso peculiar, especializado, técnico y filosófico de la palabra «causa» no se corresponde exactamente con las aplicaciones más cotidianas del término; cosa que muy frecuentemente da lugar a confusiones y malentendidos (para entender cómo, véase Argumento teleológico y Diseño inteligente en contraste con este artículo). La traducción de αἰτία de Aristóteles que está más cerca del lenguaje ordinario actual podría ser «cuestión» o «explicación».
Aristóteles utilizó su teoría principalmente para explicar los procesos naturales. Sostuvo que había cuatro tipos de respuestas a las preguntas de «por qué». Estas son:
- Materia (la causa material de una sustancia): junto con la forma, el coprincipio metafísico que permitiría a la sustancia en cuestión interactuar con otras sustancias y recibir y producir cambios en ellas; para una pelota, puede ser goma; para una estatua, puede ser el bronce, el mármol, etc. (Ver hilemorfismo).
- Forma (la causa formal de una sustancia): equivaldría a la configuración interna o el contenido de la sustancia o entidad; esto es, aquella actualidad en virtud de la cual dicha sustancia es la que es. En el caso de una pelota de goma, por ejemplo, podría incluir patrones como la solidez, la esfericidad, la rojez, etc.
- Agente (la causa eficiente de un cambio o movimiento): aquella sustancia o entidad que, partiendo de estar ya en un estado de actualidad, actualiza alguna potencialidad de otra sustancia o entidad, ejerciendo así como agente del cambio o movimiento en cuestión. Por ejemplo, la causa eficiente de la producción de una mesa puede ser el trabajo del carpintero.
- Fin o telos (la causa final de un cambio o movimiento): representa una potencialidad de alguna sustancia respecto de ciertos fines (entendidos estos como estados potenciales hacia los cuales dicha sustancia estaría dirigida u orientada por su propia naturaleza). Para una semilla, podría ser convertirse en una planta; para una pelota en la parte superior de una rampa, podría ser estar en la parte inferior.

Las cuatro «causas» no son mutuamente excluyentes. Para Aristóteles, se debe dar más de una respuesta a la pregunta sobre cualquier ente; pues, en sus propias palabras: «El ser se dice de muchas maneras». A diferencia de los objetos artificiales, no existe distinción en las entidades naturales entre la causa formal, la eficiente y la final. «Es en este punto donde se entrecruzan la teoría de las cuatro causas con el binomio potencia-acto». En la teoría de las formas de Platón se encuentran algunos antecedentes de la teoría de las cuatro causas aristotélicas.

## Introducción

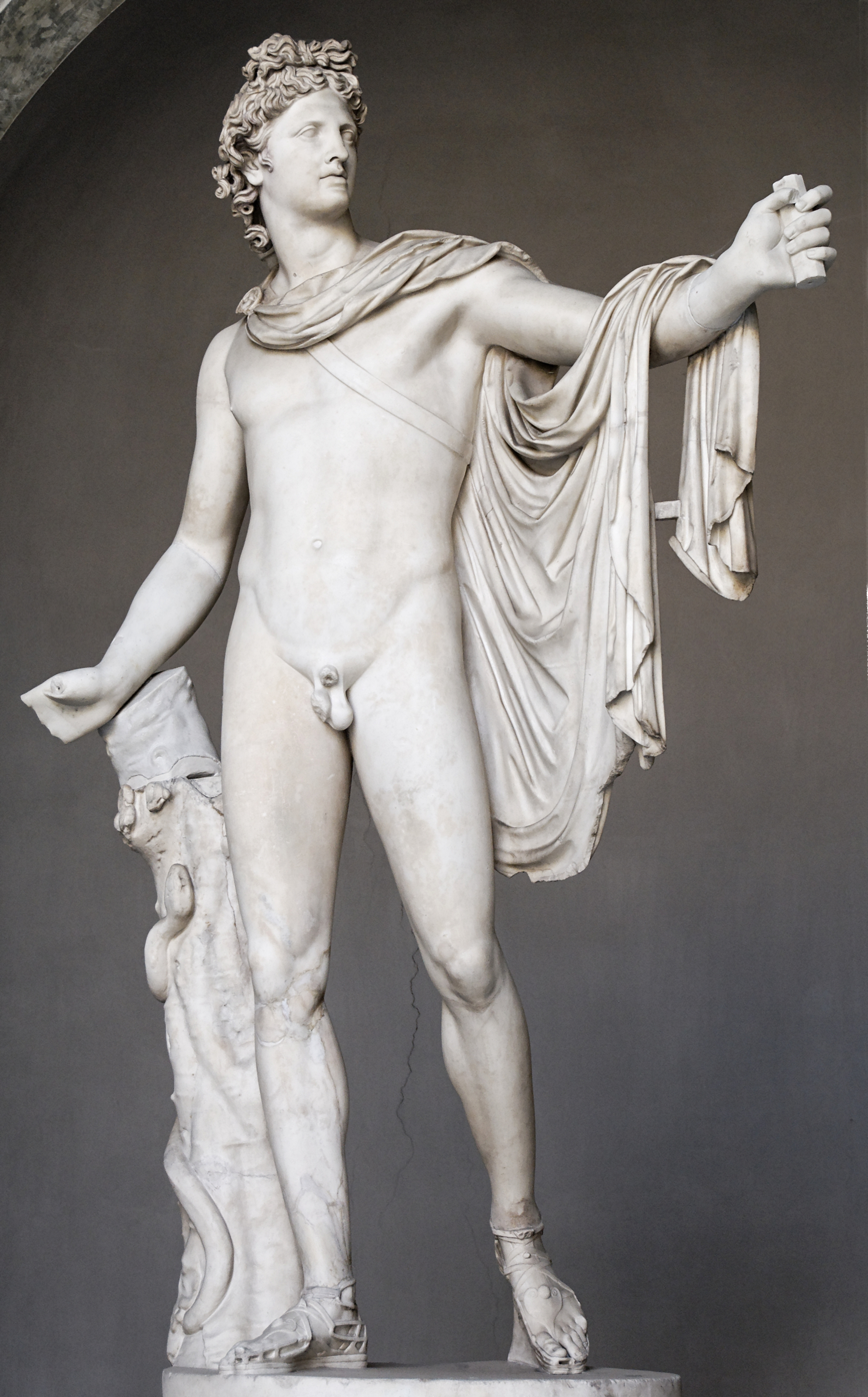
Usando el ejemplo de una estatua:
- Causa material: el mármol.
- Causa formal: la forma de Apolo.
- Causa eficiente: el escultor.
- Causa final: su valor artístico.

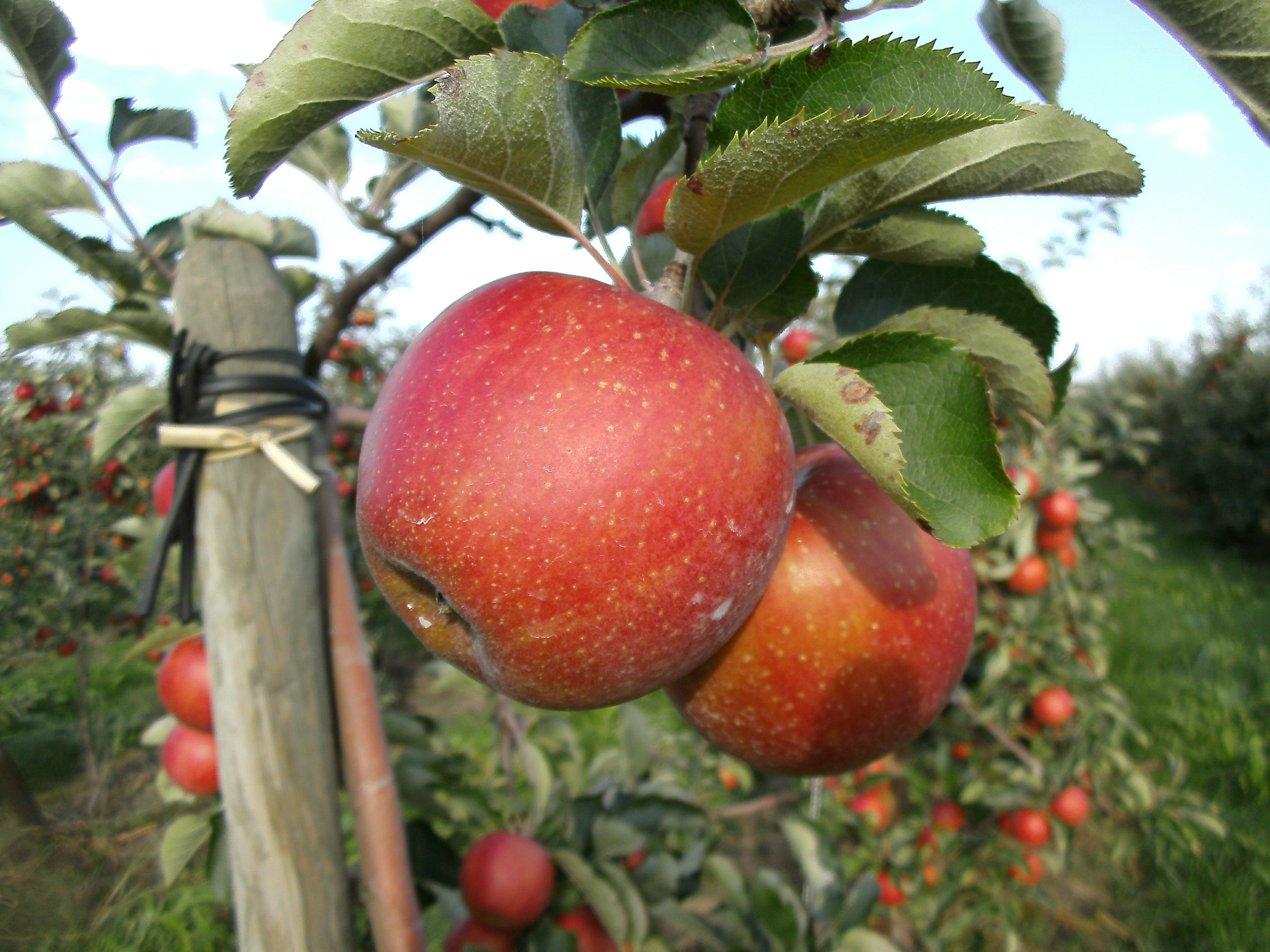
En una fruta tanto la causa formal, eficiente y final son la misma. La forma de la manzana (causa formal) presente en la semilla en potencia se actualiza por ella misma (causa eficiente) para convertirse en dicho fruto (causa final). Véase: Acto y potencia.

Las cuatro causas surgen del esfuerzo de Aristóteles para resolver uno de los primeros problemas filosóficos: el problema del cambio, al que también Aristóteles llama movimiento. Usó sus conceptos del acto y potencia para explicarlo: considera al cambio o movimiento como un paso del ser al no ser, en potencia, y un paso del no ser al ser, en acto. Por ejemplo, al convertir un árbol en mesa, el árbol pasa de ser mesa en potencia a no ser mesa en potencia, y pasa de no ser mesa en acto, a serlo. Aristóteles considera que este cambio o movimiento es la consecuencia de una «causa». Esta causa explica el «por qué» del cambio o movimiento. 

### Término «causa»
En sus escritos filosóficos, Aristóteles utilizó el griego la palabra αἴτιον, aition, una forma singular neutro de un adjetivo. La palabra griega tenía significado, tal vez originalmente en un contexto «legal», qué o quién es «responsable», principalmente pero no siempre en un mal sentido de «culpa»; alternativamente, podría significar «a crédito de» alguien o algo. La apropiación de esta palabra por Aristóteles y otros filósofos refleja cómo la experiencia griega de la práctica jurídica influyó en la preocupación del pensamiento griego por determinar qué es responsable. La palabra desarrolló otros significados, incluido su uso en filosofía en un sentido más abstracto. Aproximadamente un siglo antes de Aristóteles, el autor anónimo del tratado hipocrático De la medicina antigua había descrito las características esenciales de una causa: «Por lo tanto, debemos considerar que las causas de cada afección [médica] son aquellas cosas que son tales que, cuando están presentes, la condición necesariamente ocurre, pero cuando cambian a otra combinación, cesa». En el contexto actual, Aristóteles utilizó las cuatro causas para proporcionar diferentes respuestas a la pregunta del «¿por qué?».

Creemos que sabemos cada cosa sin más, pero no de modo sofístico, accidental, cuando creemos conocer la causa por la que es la cosa, que es la causa de aquella cosa y que no cabe que sea de otra manera.
Segundos analíticos (71b 9–11)
Biblioteca Filosófica, Medina y Navarro, Volumen 8, Madrid (1875)

Las cuatro respuestas a esta pregunta iluminan diferentes aspectos de cómo surge una cosa o de cómo ocurre un evento.

### Antecedentes
Steven Strange, en su artículo The double explanation in the Timaeus, sugiere que la teoría de las formas de Platón se encuentran los antecedentes del las cuatro causas aristotélicas.

## Las cuatro «causas»
Puesto que creemos tener ciencia cuando sabemos la causa, y puesto que las causas son cuatro, a saber, una el qué es ser, otra el que tal cosa sea necesariamente al ser ciertas cosas, otra la de qué movió primero <tal cosa>, y cuarta el para qué, todas esas causas se demuestran a través del medio.
Ibíd. (94a 20)

### Causa material

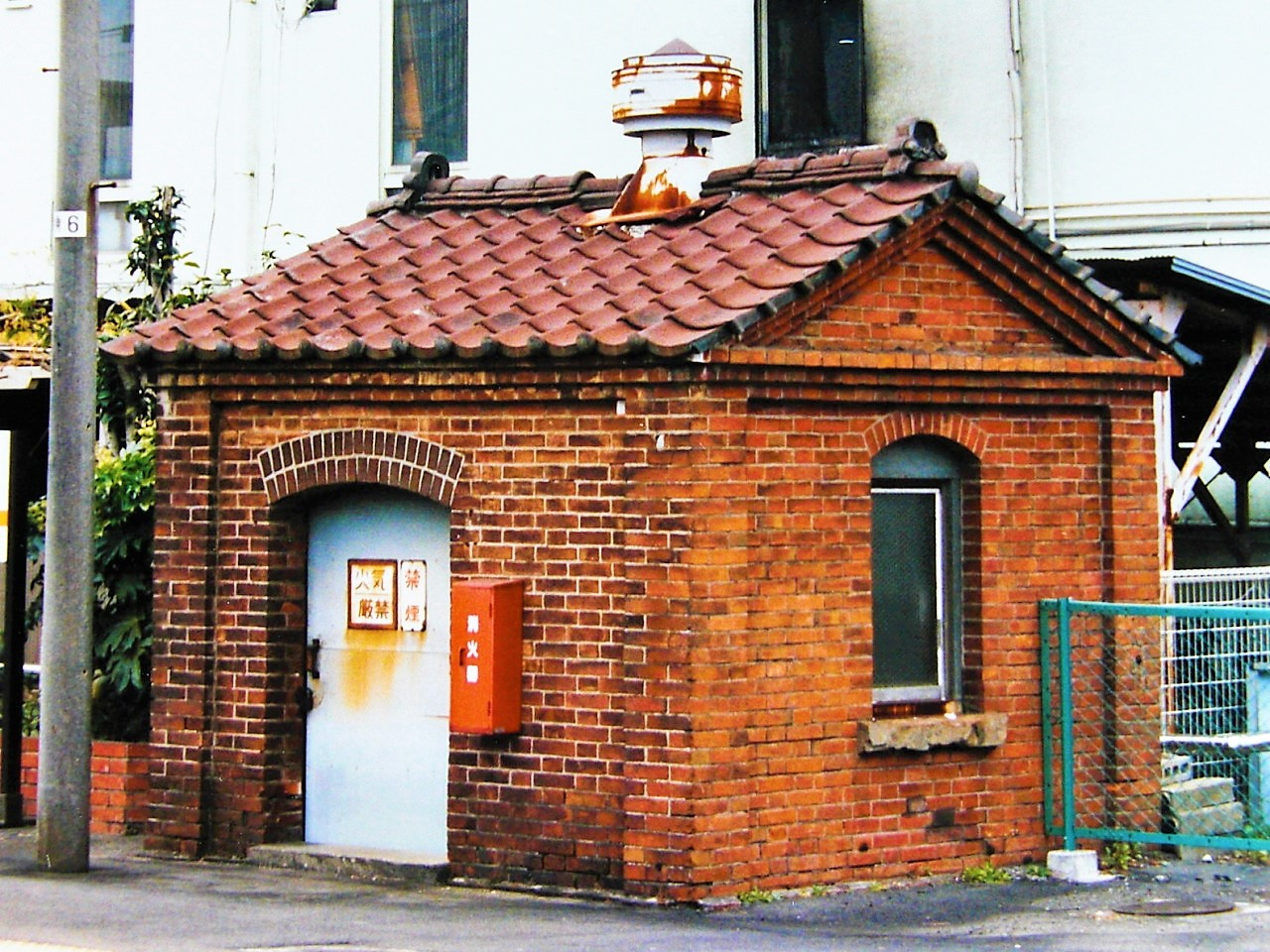
La materia es un término relativo. Un objeto cuenta como materia relativa a otra cosa. Por ejemplo, la arcilla es materia relativa a un ladrillo porque un ladrillo está hecho de arcilla, mientras que los ladrillos son materia relativa a una casa de ladrillos.

Aristóteles considera la causa material (ὓλη, hyle) de un objeto como la materia del que está hecho, la apariencia del ser determinado, y el sujeto del cambio. La materia es una condición pasiva pero no menos necesaria, ya que es la base que recibe la forma y además, la que se va a mantener en todo cambio o movimiento. Equivale a la naturaleza de la materia prima de la que está compuesto el objeto. (La palabra «naturaleza» para Aristóteles se aplica tanto a su potencial en la materia prima como a su forma final terminada. En cierto sentido, esta forma ya existía en el material. Ver: Acto y potencia). 
Se distingue de Aristóteles entre concepciones de la materia, en un sentido «físico» y otro «metafísico». En el físico, la materia aparece como el substrato «que está debajo de todo cambio». En el metafísico, se entiende junto a la sustancia, como la unión de materia y forma (hilemorfismo). Como la materia está sujeta al cambio, Aristóteles entiende la materia mediante el binomio acto y potencia como «el potencial de tomar forma a través de la forma» (Ver: Causa formal). Por ejemplo: En una mesa de madera, la materia que puede ser transformada a una mesa o cualquier otra cosa es la madera, pues aún no es seguro en qué se convertirá la madera, y es por eso que está en potencia. La potencia (en este caso madera) puede ser actualizada (lo que ya es, en este caso la mesa) solo por medio de un ser en acto (por ejemplo un carpintero), el cual tiene que ser anterior a la potencia. 
La materia se diferencia de una «materia prima» sin forma, incognoscible y eterna que constituye toda realidad; de una segunda «materia de» alguna realidad determinada (como la madera, la arcilla o el bronce), donde es particular que la primera por analogía pero en ambos casos se trata de una «materia sensible común». En la Física (192 a, 12-25) Aristóteles «compara la materia prima con la madre, por la función pasiva y receptora que desempeña, al producir las sustancias naturales en unión de la forma». Compara que «la materia desea la forma de manera semejante a como la hembra desea al macho» (Ver: Visión aristotélica de la mujer).
Mientras que la física moderna busca cuerpos simples, la física de Aristóteles adoptó un punto de vista más general y trató a los seres vivos como ejemplares. Sin embargo, sintió que los cuerpos naturales simples como la tierra, el fuego, el aire y el agua también mostraban signos de tener sus propias fuentes innatas de movimiento, cambio y descanso. El fuego, por ejemplo, lleva las cosas hacia arriba, a menos que se detenga de hacerlo. Las cosas formadas por artificios humanos, como camas y capas, no tienen una tendencia innata a convertirse en camas o capas. Entonces, la materia sigue una serie de niveles en los que se da: materia primera en general; materia en los cuatro elementos y materia como materia de una realidad (hombre, árbol, etc). Aristóteles además distinguió entre materia sensible (como la pura extensión) y materia inteligible, que «se encuentra ciertamente en los seres sensibles, pero no en tanto que sensibles; por ejemplo, en los seres matemáticos».
La materia tiene paralelos con la sustancia en la medida en que la materia prima sirve como sustrato para cuerpos simples que no son sustancia: arena y roca (principalmente tierra), ríos y mares (principalmente agua), atmósfera y viento (principalmente aire) y luego el fuego por debajo de la Luna. En esta terminología tradicional, «sustancia» es un término de ontología, que se refiere a cosas realmente existentes; se dice que solo los individuos son sustancias (sujetos) en el sentido primario. La sustancia secundaria, en un sentido diferente, también se aplica a los artefactos hechos por el hombre. Además, Aristóteles distingue las sustancias sensibles y perecederas, que se encuentran en el mundo sublunar (cuatro elementos); de las sensibles y eternas, que se encuentran en el mundo supralunar y «está sujeta sólo al cambio de lugar».

### Causa formal

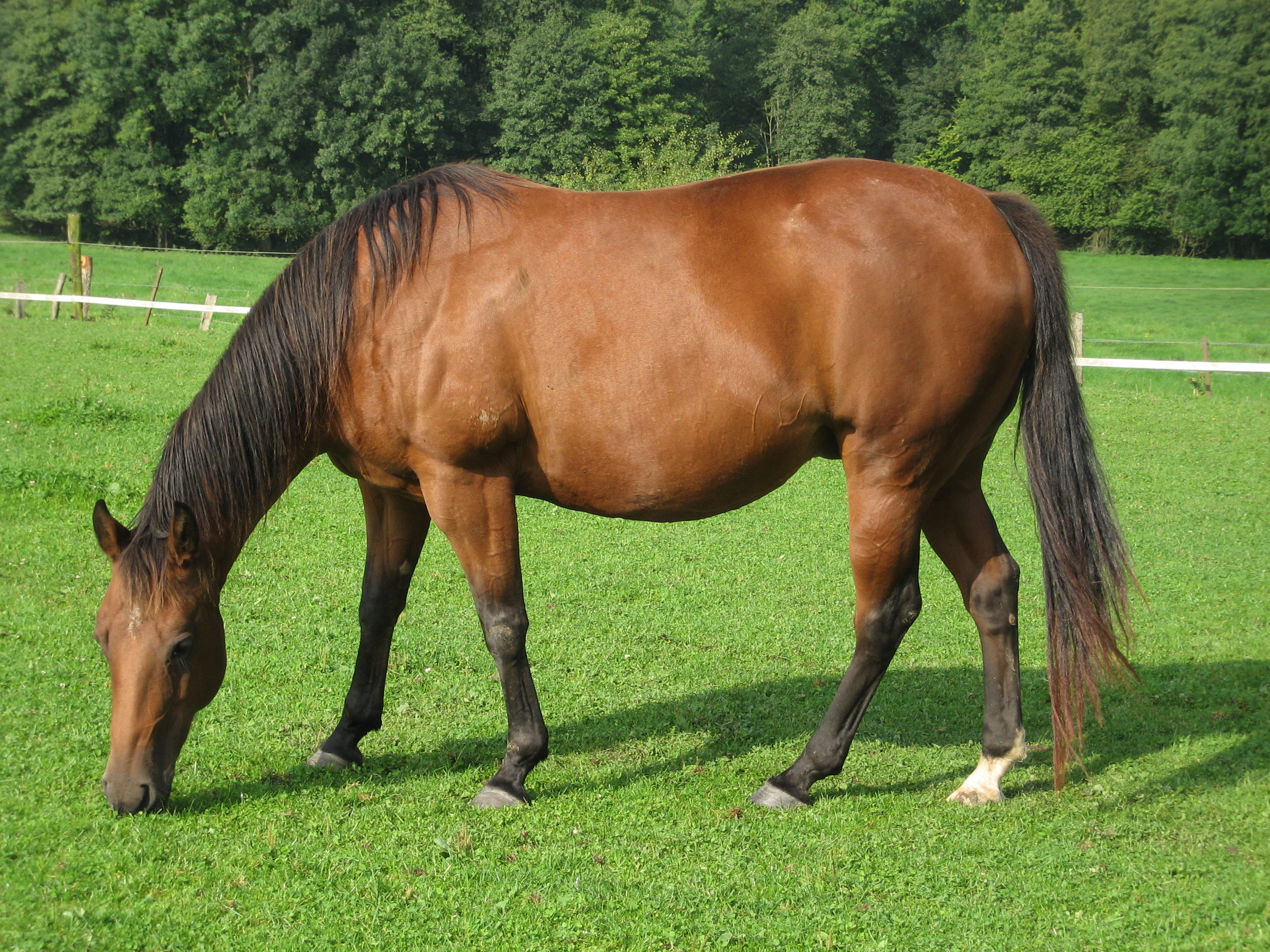
La forma de un caballo son las características que le permiten ser un caballo y continuar existiendo. En la biología de Aristóteles, la causa formal en un ser vivo es su capacidad de sobrevivir y reproducirse, su alma o psique.

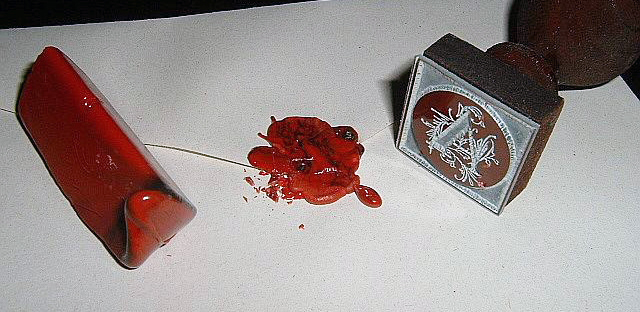
Aristóteles comparó el alma con el cuerpo como con la cera y un sello.

Aristóteles considera que la «causa» formal (εἶδος, eîdos) describe el patrón o la estructura que, cuando está presente, convierte la materia en un ser particular que reconocemos como de ese tipo particular, y que por tanto, sólo existe potencialmente. Corresponde a la respuesta de la pregunta «¿Qué es?». La forma específica del individuo del que se trate. Por ejemplo, la forma o idea que adopta una mesa es la causa formal de esta mesa. La forma es la actualidad de la materia, que es pura potencialidad. En cuanto a los cuerpos simples de los elementos de la naturaleza, las formas que adoptan se identifican directamente con sus propias causas materiales.
Según el propio Aristóteles cuenta, este es un concepto difícil y controvertido. Se vincula con la teoría de las formas de su maestro Platón, pero en la propia cuenta de Aristóteles, tiene en cuenta muchos escritores anteriores que habían expresado opiniones sobre formas e ideas, pero muestra cómo sus propios puntos de vista difieren de ellos. Para Aristóteles, ninguno de sus predecesores realmente entendió la causa formal. Según el aristotelismo, la forma sería una esencia de las cosas, aquello que hace que una cosa sea eso y no otra cosa, la sustancia segunda (la especie o genos), de una sustancia primera (individuo concreto). La materia amorfa es la posibilidad de lo que ha llegado a ser real en una cosa dotada de forma. Toda forma finita es, a su vez, la materia de otras formas superiores. La unión de materia y forma pasa a ser una sustancia. Esta teoría recibe el nombre de hilemorfismo. 

Igualmente, la materia propiamente dicha es una potencia, pues es susceptible de recibir una forma; cuando existe un acto entonces posee la forma [...] Es, por tanto, muy claro que la esencia y la forma son actos; de donde se sigue evidentemente que el acto bajo la relación de la sustancia es anterior a la potencia. Por la misma razón el acto es anterior bajo la relación del tiempo; y se asciende, como hemos dicho, de acto en acto hasta que se llega al acto del motor primero y eterno.
Ibíd. (1049b-1050a).

Si preguntamos «¿Qué es un purasangre?» decimos que es un caballo (esa es su forma). Si preguntamos, «¿Qué es un caballo?» la respuesta entra dentro de una clase más grande. Entonces, podríamos decir que «caballo» es un animal cuadrúpedo, vivíparo, herbívoro, con otras varias peculiaridades las cuales se refieren todas a lo caballos individuales. La causa formal es el origen de su teoría teleológica. En la biología de Aristóteles, la causa formal en un ser vivo es: el aspecto que lo especifica, su capacidad de sobrevivir, reproducirse y también el origen próximo de su movimiento, lo que Aristóteles llama alma o psique. Aplicó varios términos de la forma al mundo de los seres vivos. En un primer sentido como la aparición de un ser vivo (como un taxón) y en un segundo sentido como una unidad fundamental de biodiversidad (lo que entenderíamos por especie).
Por lo tanto, argumenta Aristóteles, no hay problema en explicar la unidad del cuerpo y el alma, así como tampoco hay problema en explicar la unidad de cera y su forma. Según Timothy Robinson, no está claro si Aristóteles identifica el alma con la estructura del cuerpo. Según una interpretación de Aristóteles, un cuerpo bien organizado ya está vivo simplemente en virtud de su estructura. Sin embargo, según otra interpretación, la propiedad de la vida, es decir, el alma, es algo además de la estructura del cuerpo.
El modelo de embriogénesis en la biología de Aristóteles se considera al padre con un papel activo, quien trasmite la causa formal de la especie, es decir, su herencia, mientras que la madre tiene un papel pasivo, que solo guarda al feto en su seno y Aristóteles la compara con la materia. La formación y sexo del bebé está determinado a cómo se conforma el feto a la causa formal heredada del padre. Si el hombre tiene un semen fuerte, tendrá hijos que se le parecen, mientras que si el semen es débil, tendrá hijas que se parecerán a su madre. En Generación de los animales, sostiene que «la hembra es como un macho deforme (peperomenon)» (Ver: Visión aristotélica de la mujer).

### Causa eficiente

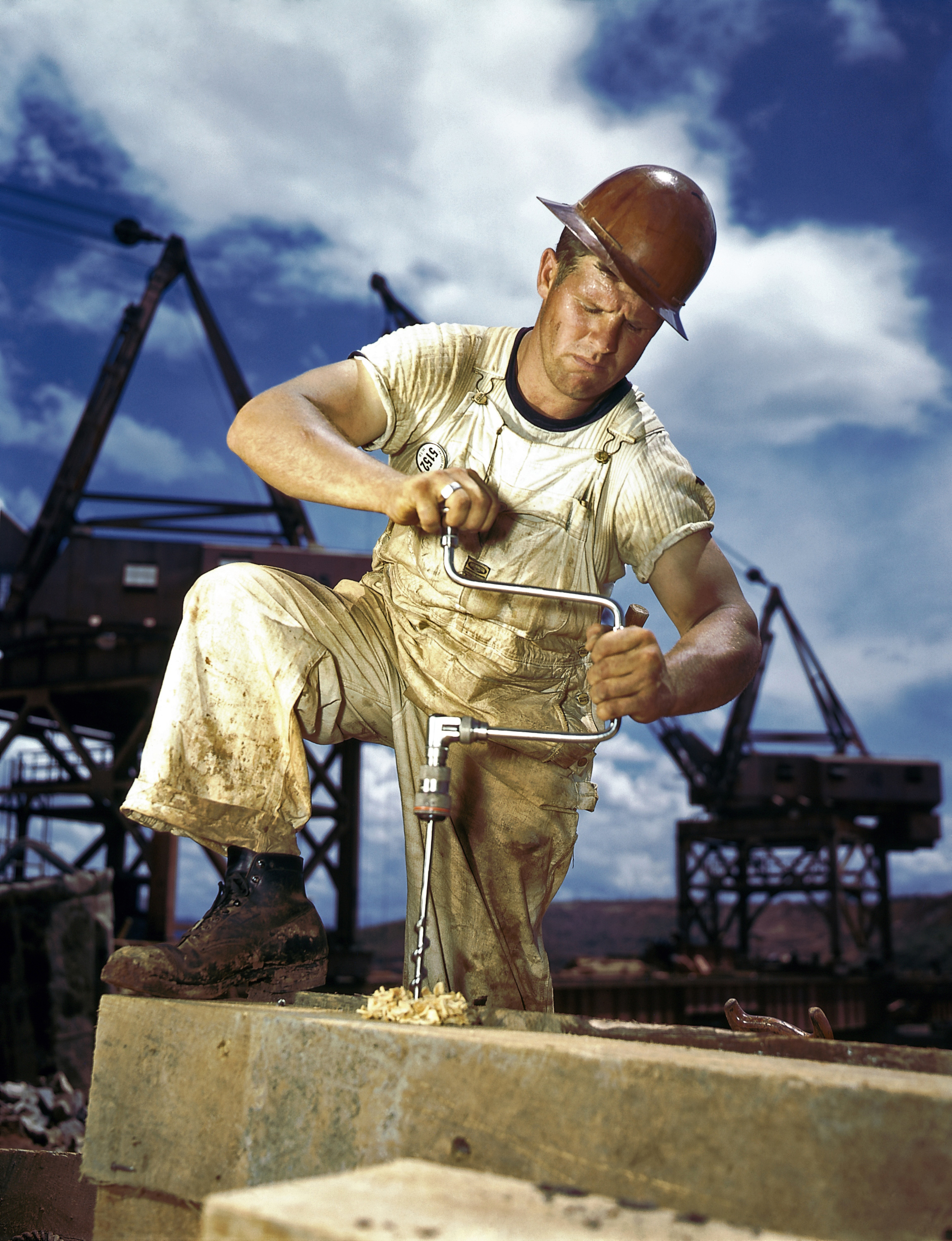
Aristóteles se referirá al «arte» del artesano como la causa móvil de la producción (poiesis) en un artefacto.

Aristóteles define el agente, motor, la «causa» eficiente o motriz (κινοῦν, kinoun) como la fuente o aquello que causa el cambio e impulsa el movimiento transitorio (arche kineseas) de un objeto. En muchos casos, esto es simplemente lo que produce algo, un agente que desencadena el proceso de desarrollo. Por ejemplo, en el caso de una mesa, es el carpintero que corta la madera para construir una mesa. Si bien Aristóteles diferencia entre «cambio» (μεταβολή) y «movimiento» (κίνησις), con frecuencia él se refiere a estos términos en general como sinónimos de toda clase de cambio.
La causa eficiente aristotélica se identifica con la noción actual de «causa». Representando la comprensión actual de la causalidad como la relación de causa y efecto, esto cubre las definiciones modernas de «causa» como agente o agencia o eventos o estados de cosas particulares. En el caso de dos fichas de dominó, cuando se vuelca la primera, también hace caer a la segunda. En el caso de los animales, esta agencia es una combinación de cómo se desarrolla y cómo funciona su cuerpo.
Aristóteles afirma que en una cadena de causas eficientes, el primer elemento de la serie actúa, más que los intermediarios, que es la causa motriz. Por ejemplo, aunque el semen actúa en el proceso de formación del embrión, es la forma humana que transmite el progenitor masculino. Entonces, el paradigma de tal causalidad en Aristóteles son las formas sean las entidades causalmente operativas que inician el cambio. En este sentido, Aristóteles se referirá al arte del artesano como la causa móvil que inserta la forma en un artefacto. En los seres vivos la forma parental se transmite hereditariamente. El movimiento resulta en algo «hecho», en cuyo caso la causa móvil también es una causa «creadora», ''poietikon''. Entonces, en los comentarios latinos medievales, el sentido general es ''causa movens'', mientras que si surge una nueva entidad, la fuente de su origen es una ''causa efficiens'' (efficiens es latín para poietikon). 
Aristóteles diferenció la locomoción o cambio de lugar frente a otros tipos de cambios porque este no afecta extrínsecamente al ser movido. Describió dos tipos de locomoción: «movimiento violento» o «antinatural» (como una piedra arrojada), y «movimiento natural».

Ahora bien, entre las cosas que tienen movimiento de suyo, algunas se mueven por sí mismas y otras por otras cosas; y en algunos casos su movimiento es natural, en otros violento y contrario a su naturaleza. En las cosas que se mueven por sí mismas su movimiento es natural, como por ejemplo en todos los animales, pues el animal se mueve a sí mismo por sí mismo; y siempre que el principio del movimiento de una cosa está en la cosa misma decimos que su movimiento es natural.
Física (254b 10)

Según Aristóteles, los cuerpos simples de los cuatro elementos tienen un movimiento natural dirigido a un lugar natural acorde a su materia, es decir, su forma. El agua y la tierra se mueven naturalmente hacia el centro del universo, el aire y el fuego se alejan del centro, y el éter gira en torno al centro. Del mismo modo, la causa del movimiento de un animal es él mismo. En este sentido, la causa formal se identifica con la causa eficiente en seres naturales. Por otro lado, en un movimiento violento, tan pronto como el agente deja de causarlo, el movimiento también se detiene, por lo que el estado natural de las cosas es el reposo. Sin embargo, Aristóteles defiende la tesis de que para cada movimiento, natural o violento, es necesario que exista un motor que lo produzca.
Aristóteles argumentó a favor de la idea de varios motores inmóviles (unos 47 o 55) identificados con los planetas y las estrellas. Estos parecen ser «dioses», pero se diferencian del «primer motor inmovil», uno que accionaba cada esfera celeste, que creía que vivía más allá de la esfera de las estrellas fijas y explica el movimiento eterno del universo.  Los cuerpos celestes sirven como motores de los procesos naturales para garantizar una cadena finita de causas eficientes en un universo eterno que a su ven no requieren de una causa eficiente externa, pues su traslación en el cielos es un movimiento natural de estos (ver Éter). Tal primer motor, sin embargo, no podría actuar como causa eficiente en el mundo porque eso implicaría un movimiento en sí mismo, pero sí como causa final (ver más abajo).
En Tomás de Aquino, por ejemplo, la existencia de Dios se demuestra tanto como causa de cualquier cambio y como primera causa «eficiente» de las entidades (Vía de la causa eficiente).

### Causa final

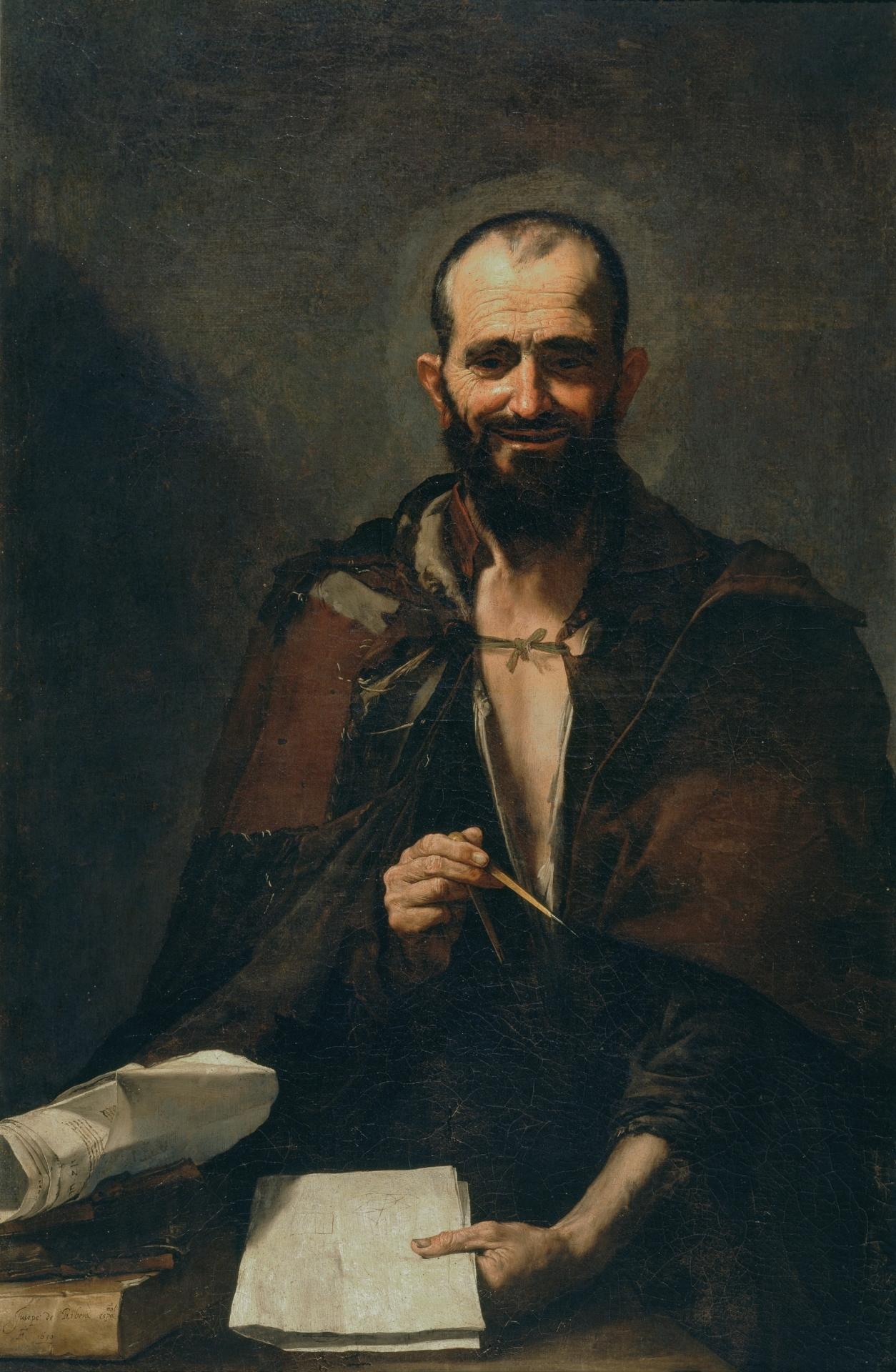
Aristóteles afirma que toda acción humana se realiza hacia un fin, siendo la felicidad (eudaimonia) basada en la vida contemplativa el fin último de los hombres por naturaleza.

Aristóteles define el fin, el propósito, la meta (τέλος, télos) o la «causa» final como «aquello por lo cual» (τὸ οὗ ἕνεκα) se hace algo. Al igual que la forma, este es un tipo controvertido de explicación en la ciencia moderna; algunos la han defendido como supervivencia en biología evolutiva, mientras que Ernst Mayr negó que continúa desempeñando un papel. La causa final ya se encuentra en el diálogo platónico del Fedón, donde Sócrates critica el mecanicismo de Anaxágoras.

Cogí, pues, estos libros con el mayor interés y empecé su lectura lo más pronto que me fue posible para saber cuanto antes lo bueno y lo malo de todas las cosas; mas no tardé mucho en perder la ilusión de tales esperanzas, porque desde que hube adelantado un poco en la lectura vi un hombre que en nada hacía intervenir la inteligencia y que no daba razón alguna del orden de las cosas, y que en cambio sustituía al intelecto por el aire, el éter, el agua y otras cosas tan absurdas. [...] Me hizo el efecto de un hombre que dijera: Sócrates hace por la inteligencia todo lo que hace, y que queriendo en seguida dar razón de cada cosa que hago, dijera que hoy, por ejemplo, estoy aquí sentado en el borde de mi lecho porque mi cuerpo está compuesto de huesos y nervios [...] Que se diga que si no tuviera huesos ni nervios y otras cosas parecidas no podría hacer lo que juzgara a propósito, pase; pero decir que estos huesos y estos nervios son la causa de lo que hago y no la elección de lo que es mejor y que para esto me sirvo de mi inteligencia, es el mayor de los absurdos [...]
Platón.

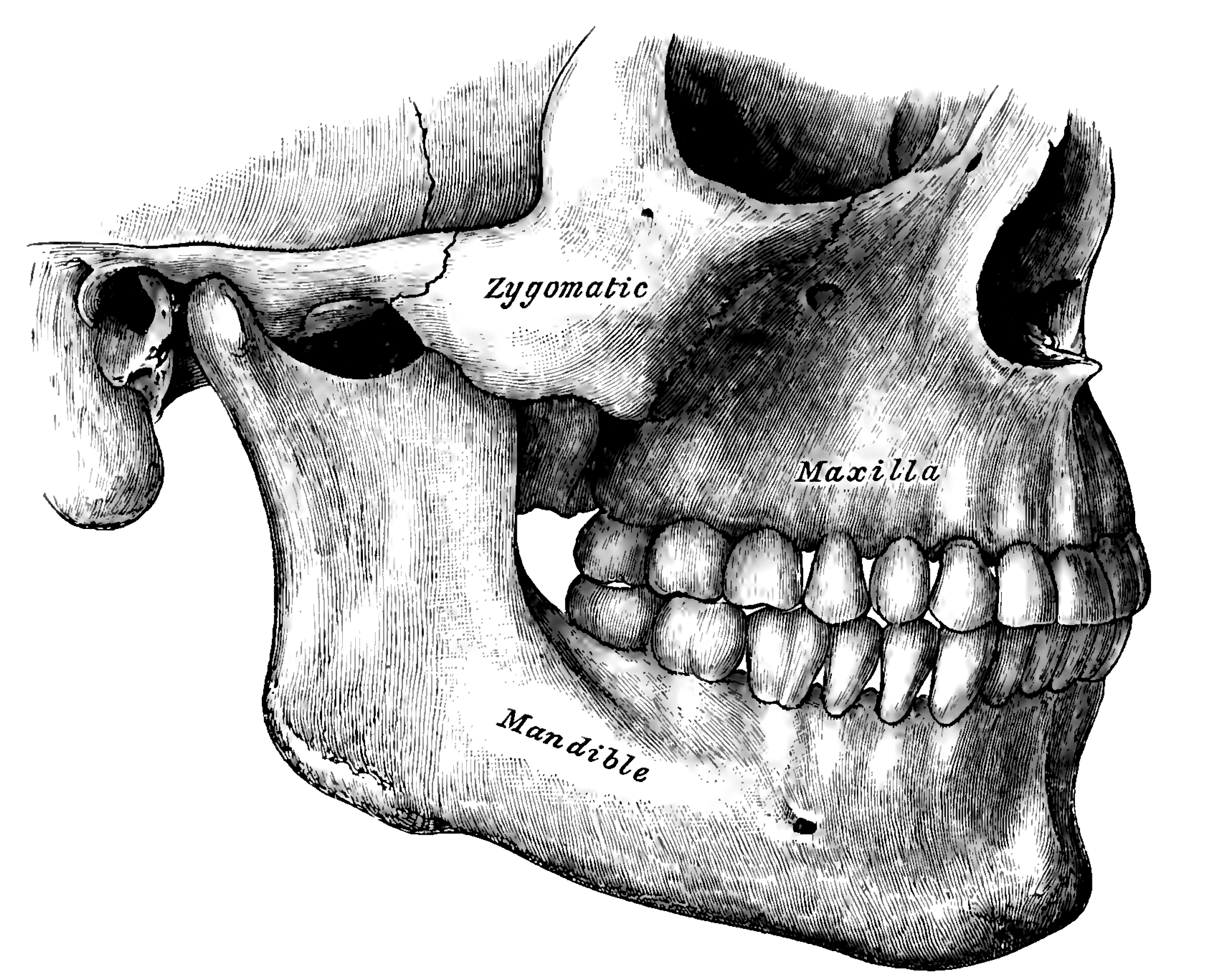
La causa final de los dientes es el propósito de morder y masticar, el cual es bueno para la existencia o felicidad del animal.

Se reconoce comúnmente que la concepción de Aristóteles de la naturaleza es teleológica en el sentido de que la naturaleza exhibe funcionalidad en un sentido más general del que se ejemplifica en los propósitos que tienen los humanos. Aristóteles vio que sus investigaciones biológicas proporcionaron información sobre las causas de las cosas, especialmente sobre la causa final. Por ejemplo, en el caso de los dientes de un animal, su finalidad es el propósito de morder y masticar, el cual es bueno para la existencia o felicidad del animal.

Deberíamos abordar la investigación de todo tipo de animales sin sentirnos avergonzados, ya que en cada uno de ellos hay algo natural y algo hermoso. La ausencia de azar y el servicio de fines se encuentran especialmente en las obras de la naturaleza. Y el final, por el bien de lo que se ha construido o ha llegado a ser, pertenece a lo que es bello.

En Política I, 2. Aristóteles dice que «la naturaleza [...] no hace nada en vano». La naturaleza de un ser es «lo que cada cosa es, una vez concluido su desarrollo». En la Física II, 9. define un fin como «aquello para lo cual, y el principio de la definición y del concepto» y «aquello por lo que existe algo y su fin es lo mejor, y la autosuficiencia es a la vez, un fin y lo mejor».  En Física II, 2. Aristóteles entiende el fin en dos sentidos; «(i) como el beneficiario de un evento o proceso, y (ii) como el beneficiario de un proceso que es además el fin intrínseco (i.e., como la causa final) de dicho proceso»  194a35–36).
Según el filósofo, los cambios que suceden por naturaleza son causados por sus causas formales. La forma «no puede desearse a sí misma, pues nada le falta [...] lo que la desea es la materia». Añade que la causa formal y la final son en esencia una misma cosa, y «aquello en lo que primeramente proviene el movimiento es específicamente lo mismo que estas, pues el hombre engendra al hombre».
En Física II, 9. Aristóteles pone en peligro algunos argumentos de que una determinación del fin (causa) de un fenómeno es más importante que los demás. Argumenta que el fin es lo que lo provoca, por ejemplo, «si uno define la operación de aserrado como un cierto tipo de división, entonces esto no puede ocurrir a menos que la sierra tenga dientes de cierto tipo; y estos no pueden ser a menos que sea de hierro». Según Aristóteles, una vez que una «causa» final está en su lugar, las «causas» materiales, eficientes y formales siguen por necesidad. Por ejemplo, según Aristóteles, una semilla tiene la eventual planta adulta como su final (es decir, como su telos) si y solo si la semilla se convertiría en la planta adulta en circunstancias normales. La potencia de una bellota es un esfuerzo interior (entelequia) hacia su realización de ser un roble (energeia).

Aristóteles recomienda que el estudiante de naturaleza determine también las otras «causas» y señala que no todos los fenómenos tienen un final (por ejemplo, los eventos fortuitos). Aristóteles reconoce que se puede explicar los procesos naturales por casualidad sin apelar a una finalidad, pero argumenta que un fin natural es la explicación más probable. 

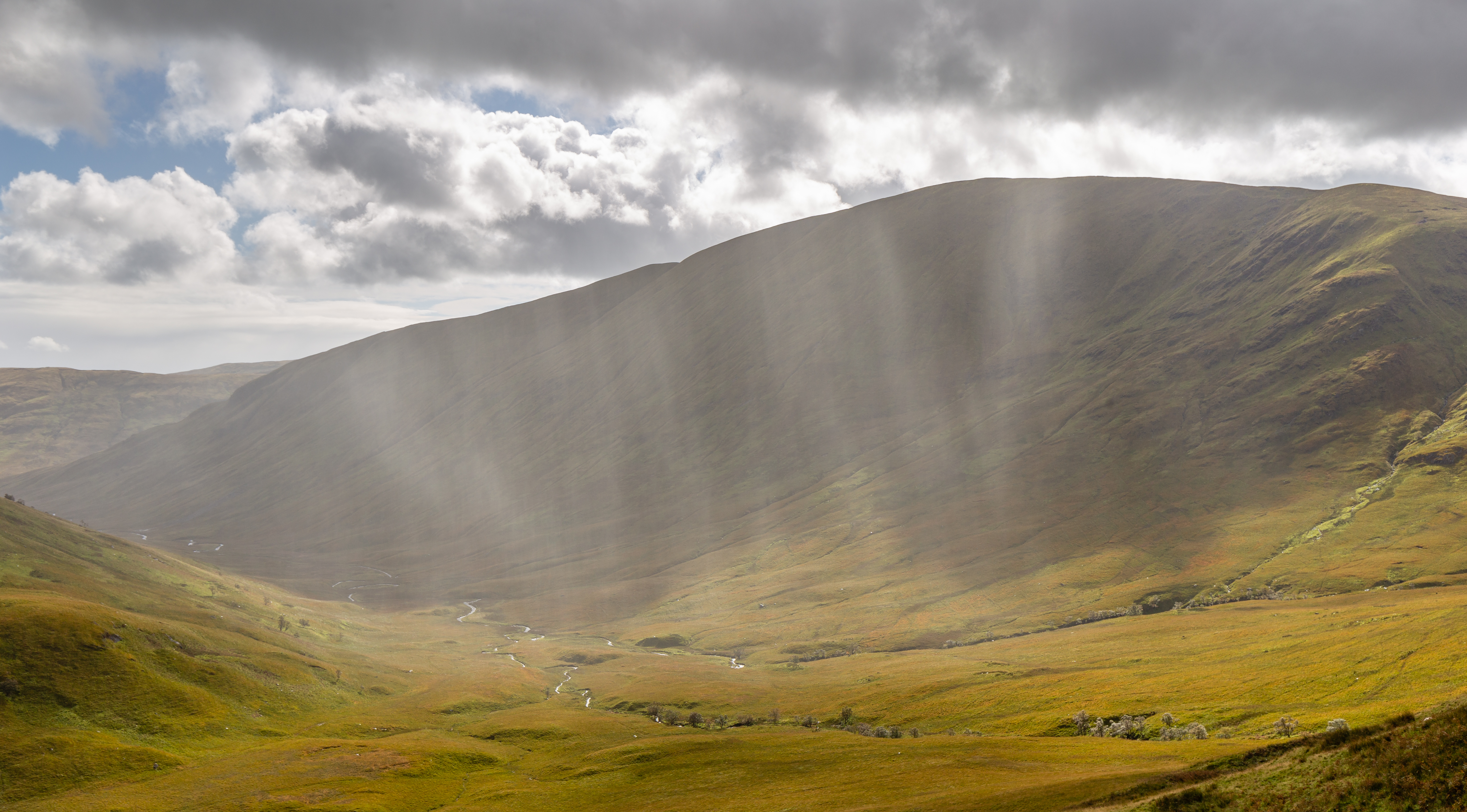
Según David Sedley y David Furley el fin de la lluvia es, para Aristóteles, regar el cultivo. Esta interpretación ha sido discutida.

En Física II, 8. Aristóteles criticó la tesis evolutiva de Empédocles «según la cual el modo en que los animales se generan, y la constitución de los animales a partir de sus partes, ocurren por azar» y por mediante selección natural «todas las cosas resultan tal como si se hubieran generado con vistas a algo». Según este modelo materialista «los dientes no son de este modo con vistas a los hábitos alimenticios de este animal» como «no llueve con vistas a que el grano crezca». Aristóteles rechaza esta tesis argumentando abductivamente que la recurrencia de la formación ordenada de seres vivos, en lugar de espontánea o accidental, se explica mejor con una causa final (Ver: Razonamiento abductivo). Del anterior pasaje, David Sedley y David Furley interpretaron que el fin de la lluvia es, para Aristóteles, regar el cultivo. Esta interpretación ha sido discutida. Por ejemplo, Aristóteles describe la lluvia en términos materiales en Meteorológicos. Según Gabriela Rossi se debe entender más bien que «el crecimiento del grano es accidental considerado con relación a las causas del proceso por el cual llueve». Es decir, «la finalidad de la agricultura no es la causa del proceso de la lluvia [...] Esta finalidad de la agricultura resulta ser, por así decir, sobreimpuesta al proceso necesario».
Christopher Shields recalcó que Aristóteles piensa «que los organismos tienen causas finales, pero que no llegaron a tenerlas a fuerza de las actividades de diseño de algún agente intencional» (Ver: Diseño inteligente). Como se discute más adelante, Aristóteles observó que un telos no necesariamente involucra deliberación, intención, conciencia o inteligencia. Un ejemplo de un pasaje relevante ocurre en Física II, 8, donde escribe:

Esto se hace más evidente si consideramos a los otros animales, cuyas acciones no son ni por arte, ni por búsqueda, ni por deliberación. Así, en el caso de las arañas, las hormigas y otros animales semejantes algunos se preguntan si no actúan con inteligencia o algún otro poder cuando llevan a cabo lo que hacen. Y si avanzamos un poco más en esta dirección, vemos que también en las plantas hay partes que parecen haberse generado en función de un fin, como las hojas para proteger el fruto. Así pues, si es por un impulso natural y por un propósito por lo que la golondrina hace su nido y la araña su tela, que las plantas producen hojas para sus frutos y dirigen sus raíces hacia abajo para nutrirse y no hacia arriba, es evidente que este tipo de causa está operando en las cosas que son y llegan a ser por naturaleza. Y puesto que la naturaleza puede entenderse como materia y como forma, y puesto que esta última es el fin, mientras que todo lo demás está en función del fin, la forma tiene que ser causa como causa final.
Física  (199a20–30)

George Holmes Howison, en The Limits of Evolution (1901), destaca la «causalidad final» al presentar su teoría de la metafísica, que él llama «idealismo personal», y al que invita no solo al hombre, sino a toda la vida (ideal):

Aquí, al ver que la Causa Final - causalidad a la llamada del objetivo o fin auto-postulado - es la única causa plena y genuina, vemos además que la Naturaleza, el agregado cósmico de los fenómenos y el vínculo cósmico de su ley que en el estado de ánimo de abstracción vaga e inexacta que llamamos Fuerza, después de todo es solo un efecto [...] Por lo tanto, la teleología, o el Reino de la Causa Final, el reino de la idealidad, no es solo un elemento en la noción de Evolución, sino que es el cordón vital. en la noción La concepción de la evolución se funda por fin y esencialmente en la concepción del Progreso: pero esta concepción no tiene ningún significado excepto a la luz de una meta; no puede haber una meta a menos que haya un Más Allá para todo lo real; y no existe tal Más allá excepto a través de un ideal espontáneo. La presuposición de la naturaleza, como sistema en evolución, es, por lo tanto, la actividad causal de nuestros ideales puros. Estas son nuestras tres concepciones orgánicas y organizativas llamadas lo verdadero, lo bello y lo bueno.

Sin embargo, Edward Feser argumenta, en línea con la tradición aristotélica y tomista, que la finalidad ha sido muy mal entendida. De hecho, sin finalidad, la causalidad eficiente se vuelve inexplicable. La finalidad así entendida no es un propósito, sino ese fin hacia el cual se ordena una cosa. Cuando una cerilla se frota contra el costado de una caja de cerillas, el efecto no es la apariencia de un elefante o el sonido de un tambor, sino el fuego. El efecto no es arbitrario porque el partido se ordena hacia el final del fuego que se realiza a través de causas eficientes. En su estudio teórico del organismo, más específicamente propagando la organización del proceso, Kauffman comenta:

Nuestro lenguaje es teleológico. Creemos que los agentes autónomos constituyen el sistema físico mínimo al que se aplica correctamente el lenguaje teleológico.

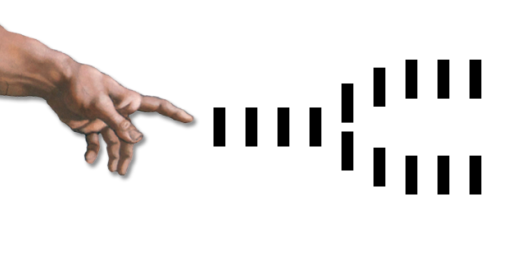
El «Dios» aristotélico es la causa final de todo cambio y movimiento eterno del universo.

Tanto para Aristóteles como para muchos otros autores antiguos, la causa final era la más importante en cuanto a la explicación de la filosofía práctica. La distinción de la potencia y el acto conduce a la doctrina de la escala jerárquica de los seres que tiende a la perfección de su contenido actualizándose (causa final). Para Aristóteles, «Dios» (To Theion) es la causa final como «motor inmóvil» de todo cambio y movimiento eterno del universo al que todo ser móvil aspira, siendo a su vez noeseos noesi (νοήσεως νόησις), es decir, «pensamiento autocontemplativo» que reside más allá de la esfera de las estrellas fijas. Tomás de Aquino argumentó que la existencia de finalidad y regularidad en la naturaleza requiere una inteligencia divina (Vía del ser inteligente y del gobierno del mundo).

## Excepciones causales

Para Aristóteles, un eclipse lunar carece de causa material y causa final.

Aristóteles admite que hay casos en los que es difícil identificar una «causa», o en algunos casos en los que podrían fusionarse (como ya se vio anteriormente con la causa formal, eficiente y final en las sustancias naturales). En cuanto a fenómenos que «no son sustancias» sino que «su sustancia es el sujeto mismo que es modificado» (también llamados «accidentes») pueden carecer de alguna de las cuatro explicaciones. Aristóteles pone de ejemplo, un eclipse lunar:
¿Cuál es la causa, cuál es la materia del eclipse? No la hay, y sólo la Luna experimenta el eclipse. La causa motriz, la causa de la destrucción de la luz, es la tierra. En cuanto a la causa final, quizá no la hay. La causa formal es la noción misma del objeto, pero esta noción es vaga, si no se le une la de la causa productora. Y así, ¿qué es el eclipse? Es la privación de la luz. Se añade: esta privación resulta de la interposición de la Tierra entre el sol y la luna; esto es indicar, al definir el objeto, la causa productora.
Las cuatro causas sirven como un esquema analítico de aplicabilidad general que nos dan la explicación completa. El punto de vista de Aristóteles es que toda explicación científica requiere hasta cuatro tipos de causas.

## Necesidad como causa
Aristóteles distingue en Las partes de los animales dos causas: el fin último y la necesidad (ἐξ ἀνάγκης). Al primero se refiere a la causa final. Del segundo se refiere a circunstancias naturales que se explican solo mediante la causas materiales y eficientes. Por necesidad distinguió dos tipos:
- «Necesidad hipotética» (ἐξ ὑποθέσεως), como a las partes requeridas para cumplir una función, como la comida en la nutrición, «porque un animal no puede vivir sin él»; y la dureza de un hacha para cortar madera.[76]
- «Necesidad simpe» o «absoluta» (ἁπλῶς), como eventos que son consecuencia necesaria de un determinado objeto material o conjunto de objetos (causa material) o movimiento (causa eficiente). Este tipo de necesidad puede entenderse «como una reafirmación» de dichas causas contra la causa final.[76] Un ejemplo de que Aristóteles da en Generación de los animales es el sexo del feto durante su gestación «surgen de la necesidad y de la primera causa eficiente».[94] Aristóteles pensaba que el sexo del feto puede verse influenciado por factores como la temperatura, incluido el clima, la dirección del viento, la dieta y la edad del padre.[42]

David Sedley denominó «explicaciones dobles» explicaciones materialistas y teleológicas de Aristóteles para los mismos fenómenos.

## Azar como causa

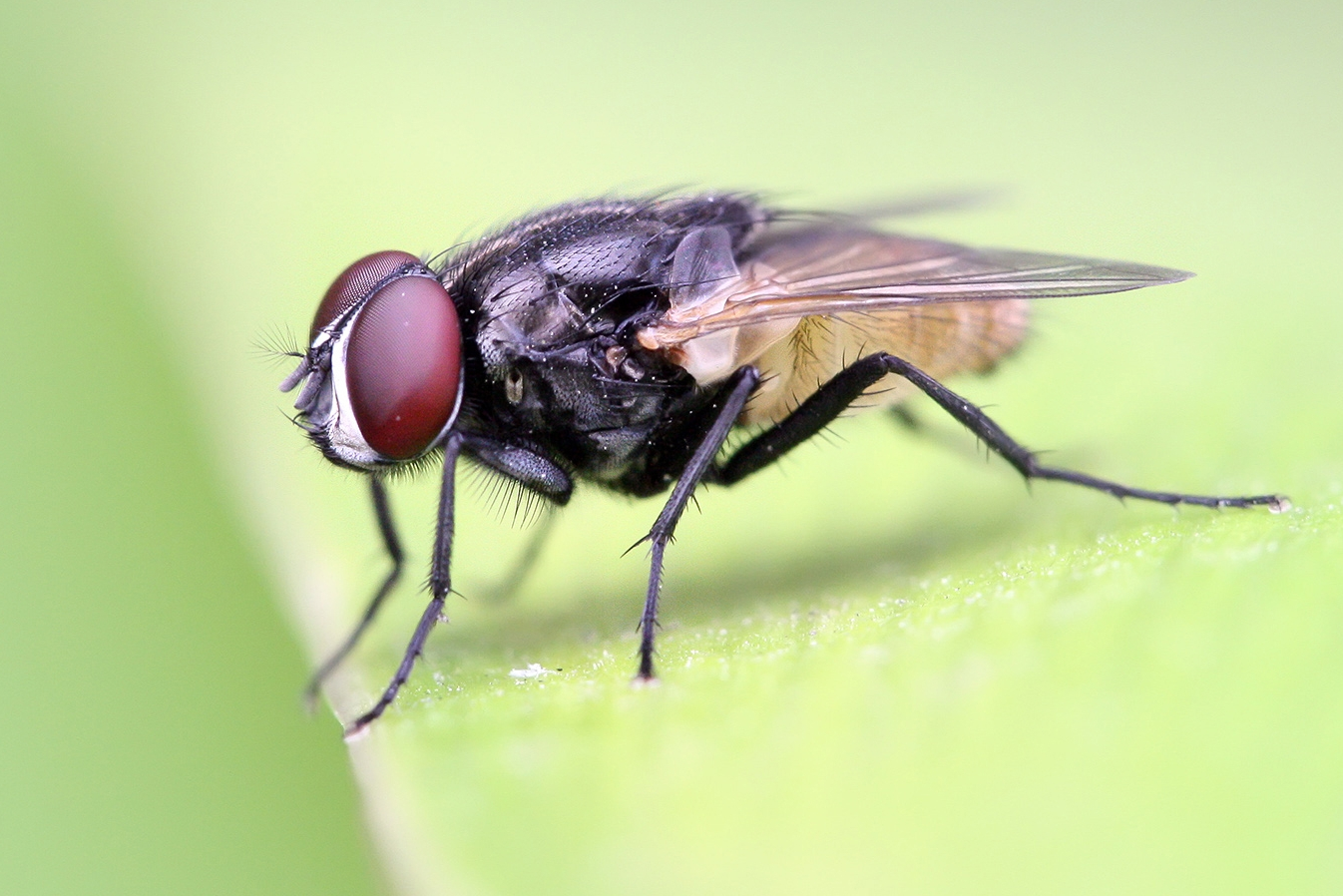
Según Aristóteles, animales como las moscas surgen por generación espontánea de «casualidad».

Aristóteles también dijo que hubo «accidentes» causados por «casualidad», tique (τυχή). Aristóteles podría haber agregado el azar como una quinta causa indeterminada (apeiron) que ocurre cuando dos cadenas causales se unen por accidente. Si al cavar un hoyo para plantar un árbol se encuentra un tesoro, es accidental que el que cava un hoyo encuentre un tesoro; porque ni es lo uno consecuencia ni resultado necesario del otro, ni es ordinario tampoco que plantando un árbol se encuentre un tesoro.
En su biología, Aristóteles escribió acerca del origen espontáneo de plantas, testáceos e insectos a partir de materia descompuesta y calor. Sin embargo, Aristóteles creía que no era generación espontánea como lo entendemos hoy sino «ayudados de la influencia de los cuerpos celestes que creían ser de una naturaleza superior».
Algunos pensadores anteriores a Aristóteles como Demócrito afirmaron que el azar era la primera causa de todo. De ser cierta esta hipótesis mecanicista, quedaría arruinada su teoría teleológica de las cuatro causas. Sin embargo, Aristóteles no es un determinista fatalista como en el estoicismo, pero creyó que hay sucesos cuyas causas o naturaleza se desconocía.

## En ciencia moderna
En El avance del saber (1605), Francis Bacon escribió que las ciencias naturales «investigan y toman en consideración las mismas naturalezas: ¿pero cómo? Solo en cuanto a las causas materiales y eficientes de ellos, y no en cuanto a las formas». Utilizando la terminología de Aristóteles, Bacon exige que, además de las «leyes de la naturaleza», las causas relevantes para la ciencia natural sean solo causas eficientes y causas materiales, o, para usar la formulación que se hizo famosa más tarde, los fenómenos naturales requieren una explicación científica. en términos de materia y movimiento.

En Novum organum, Bacon divide el conocimiento en física y metafísica:
De los dos tipos de axiomas de los que se ha hablado surge una división justa de la filosofía y las ciencias, tomando los términos recibidos (que se acercan más para expresar la cosa) en un sentido aceptable para mis propios puntos de vista. Por lo tanto, dejemos que la investigación de las formas, que son (al menos a los ojos de la razón y en su ley esencial) eternas e inmutables, constituyan Metafísica; y dejar que la investigación de la causa eficiente, y de la materia, y del proceso latente, y la configuración latente (todos los cuales tienen referencia al curso común y ordinario de la naturaleza, no a sus leyes eternas y fundamentales) constituyan Física. Y a estos se debe subordinar dos divisiones prácticas: a Física, Mecánica; a la metafísica, lo que (en un sentido más puro de la palabra) llamo magia, debido a la amplitud de las formas en que se mueve y su mayor dominio sobre la naturaleza.
La posición de Bacon, excluyendo la teleología, a veces se considera ingenuamente suficiente y exhaustiva en la ciencia moderna, aunque uno puede tener en cuenta que se alcanzó antes de que la teoría de la evolución reconociera el valor de supervivencia inherente a la funcionalidad biológica.
Jan Baptista van Helmont rechazó la causa formal, que «es el resultado de la intervención de un principio en la materia»; y final, que «ya está inscrito en la causa eficiente». La crítica la causa final aristotélica «está en consonancia con la rebelión documentada de la filosofía moderna temprana».

### Biología
Las explicaciones en términos de causas finales siguen siendo comunes en la biología evolutiva. Francisco J. Ayala ha afirmado que la teleología es indispensable para la biología ya que el concepto de adaptación es inherentemente teleológico. En una apreciación de Charles Darwin publicado en Nature en 1874, Asa Gray señaló que «el gran servicio de Darwin a las Ciencias Naturales» radica en traer de vuelta la Teleología «para que, en lugar de Morfología versus Teleología, tengamos Morfología unida a la Teleología». Darwin respondió rápidamente: «Lo que dices sobre Teleología me agrada especialmente y no creo que nadie más haya notado el punto». Francis Darwin y T. H. Huxley reiteran este sentimiento. Este último escribió que «el servicio más notable a la filosofía de la biología prestado por el Sr. Darwin es la reconciliación de la teleología y la morfología, y la explicación de los hechos de ambos, que ofrece su punto de vista». James G. Lennox afirma que Darwin usa el término 'causa final' de manera constante en El origen de las especies.
Contrariamente a la posición descrita por Francisco J. Ayala, Ernst Mayr afirma que «la adaptación [...] es un resultado a posteriori en lugar de una búsqueda de objetivos a priori». Varios comentaristas ven las frases teleológicas utilizadas en la biología evolutiva moderna como un tipo de taquigrafía. Por ejemplo, S.H.P. Madrell escribe que «la forma adecuada pero engorrosa de describir el cambio mediante la adaptación evolutiva [puede] ser sustituida por declaraciones abiertamente teleológicas más breves» en aras de ahorrar espacio, pero que esto «no debe suponerse que implica que la evolución continúa por cualquier otra cosa que no sea de mutaciones que surgen por casualidad, con aquellas que imparten una ventaja retenida por la selección natural». Sin embargo, Lennox afirma que en la evolución tal como la concibió Darwin, es cierto que la evolución es el resultado de mutaciones que surgen por casualidad y que la evolución es de naturaleza teleológica.
Las declaraciones de que una especie hace algo «para» lograr la supervivencia son teleológicas. La validez o invalidez de tales declaraciones depende de la especie y la intención del escritor en cuanto al significado de la frase «con el fin de». A veces es posible o útil reescribir tales oraciones para evitar la teleología. Algunos cursos de biología han incorporado ejercicios que requieren que los estudiantes reformulen dichas oraciones para que no lean teleológicamente. Sin embargo, los biólogos todavía escriben con frecuencia de una manera que puede interpretarse como una teleología, incluso si esa no es la intención.
Armand Marie Leroi vio un tercer sentido de la causa formal como la «apariencia de un organismo». Leroi expresa que algunas cosas, según Aristóteles, son compuestos. Compara la sílaba AB como un compuesto de las letras A y B, pero para juntar A y B se necesita especificar el orden de las letras (como para no obtener BA en su lugar). Necesita «información», a lo que se compararía hoy con el ADN, pues en cierto modo, la fuente inmediata de la forma en los seres vivos es la información que heredan de sus padres. Es importante entender que Aristóteles no anticipó el descubrimiento del ADN y hablar de la forma como información puede ser anacrónico.